# Skip Ltd.
skip es una desarrolladora japonesa de videojuegos que tiene una gran relación con la empresa japonesa Nintendo. Nintendo ha publicado todos sus lanzamientos de juegos en Japón; con la única notable excepción del Archime-DS, el cual skip ltd. publicó por su cuenta. Entre los miembros de la compañía se encuentran miembros muy conocidos y respetuosos en el mundillo de los videojuegos como Kenichi Nishi y Keita Eto provenientes de la empresa Square.

## Juegos

### Game Boy Advance

#### Seriebit Generations
- Boundish
- Coloris
- Dialhex
- Dotstream
- Orbital
- Soundvoyager

### Nintendo DS
- Chibi-Robo!: Park Patrol
- Okaeri! Chibi-Robo! Happy Richie Ōsōji!
- Archime-DS

### Nintendo 3DS
- Chibi-Robo! Photo Finder
- Chibi-Robo! Zip Lash

### Nintendo GameCube
- Chibi-Robo!
- GiFTPiA

### Wii
- Chibi-Robo! (New Play Control!)
- Captain Rainbow